# St. Peter und Paul (Zell)

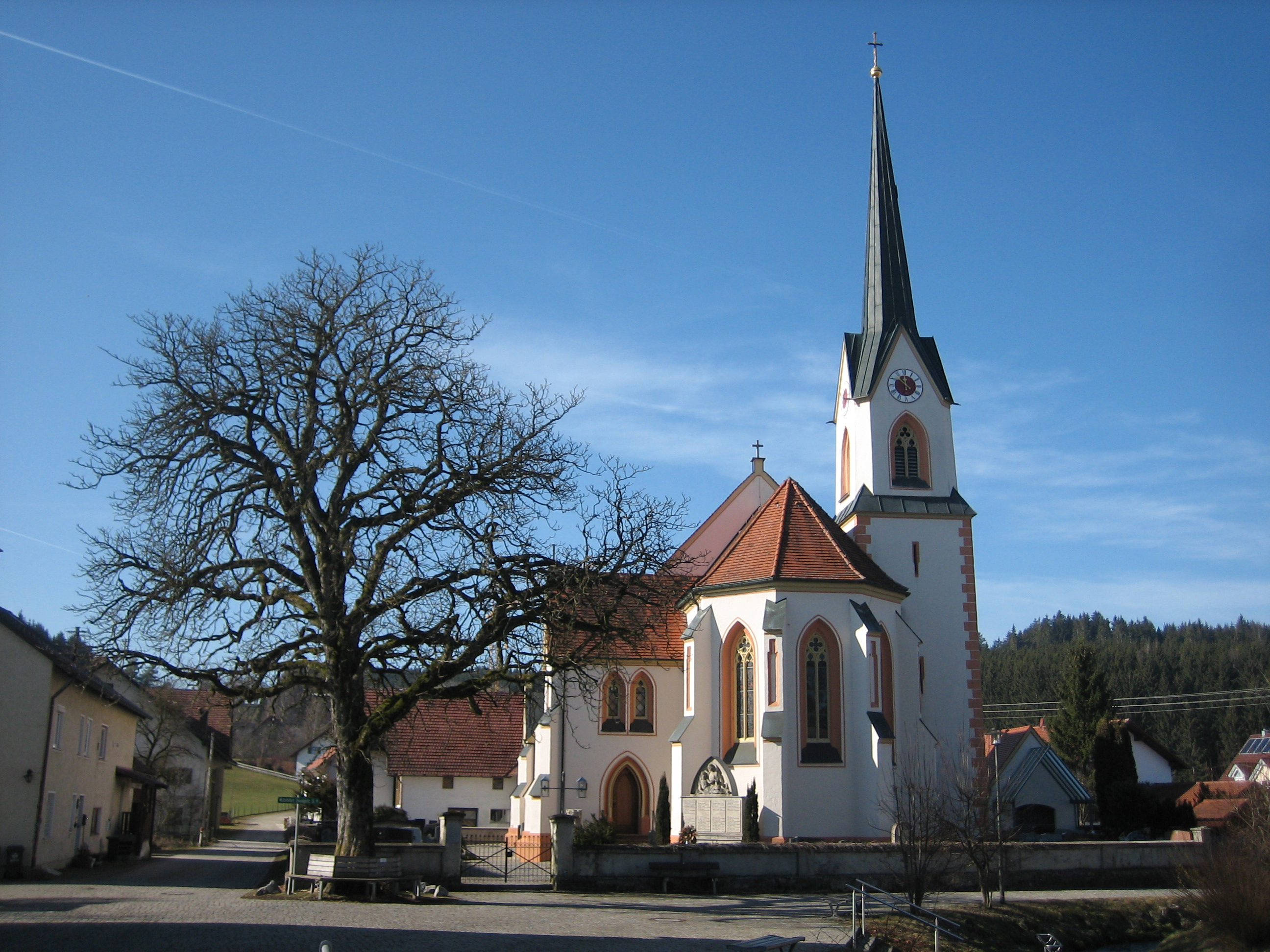
Pfarrkirche St. Peter und Paul in Zell

Die katholische Pfarrkirche St. Peter und Paul befindet sich im oberschwäbischen Zell, einem Ortsteil von Bad Grönenbach im Landkreis Unterallgäu in Bayern. Die Kirche steht unter Denkmalschutz. Errichtet wurde die Kirche in ihrer heutigen Form im Jahr 1874.

## Geschichte

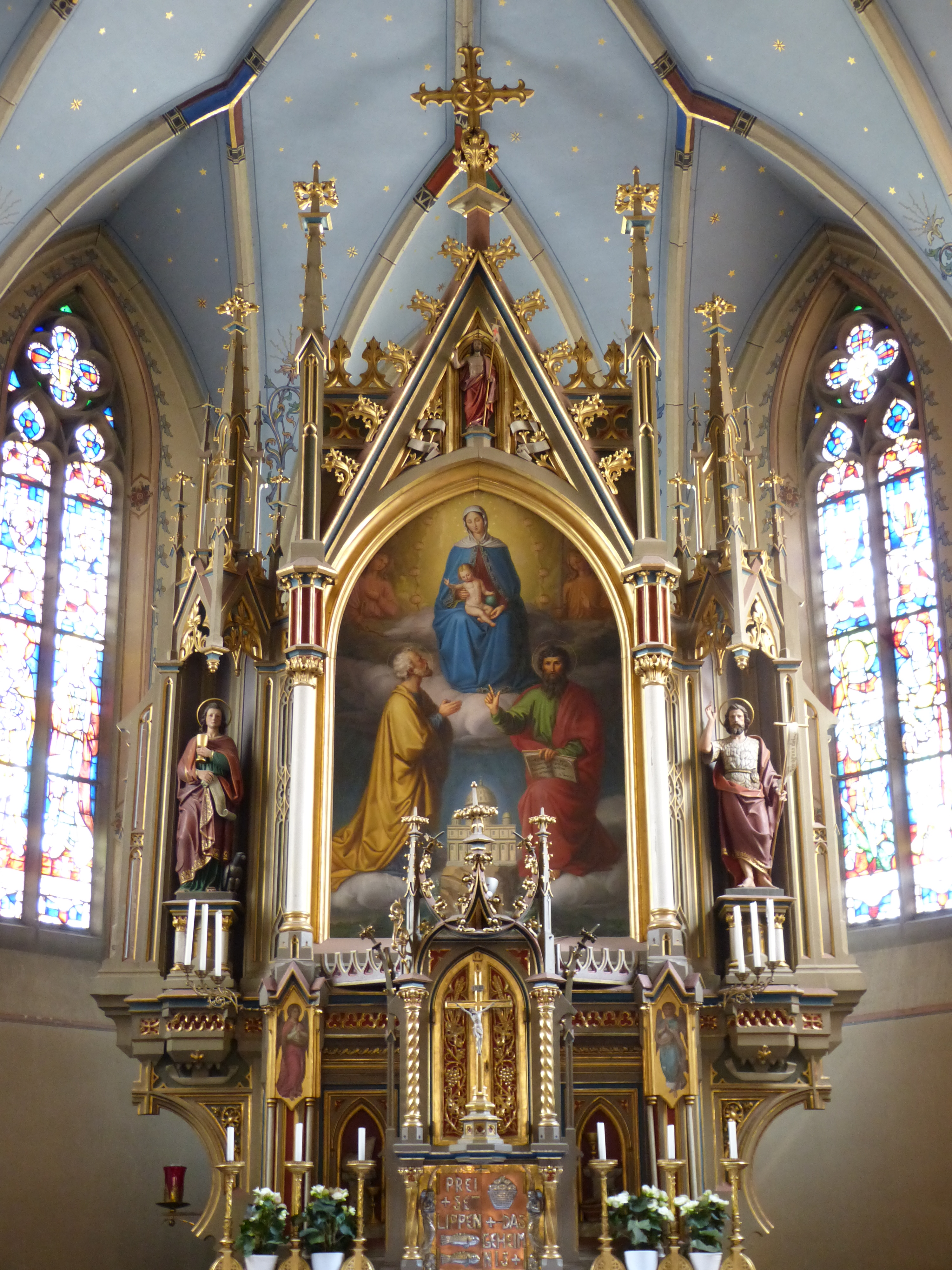
Hochaltarbild mit den Kirchenpatronen Petrus und Paulus

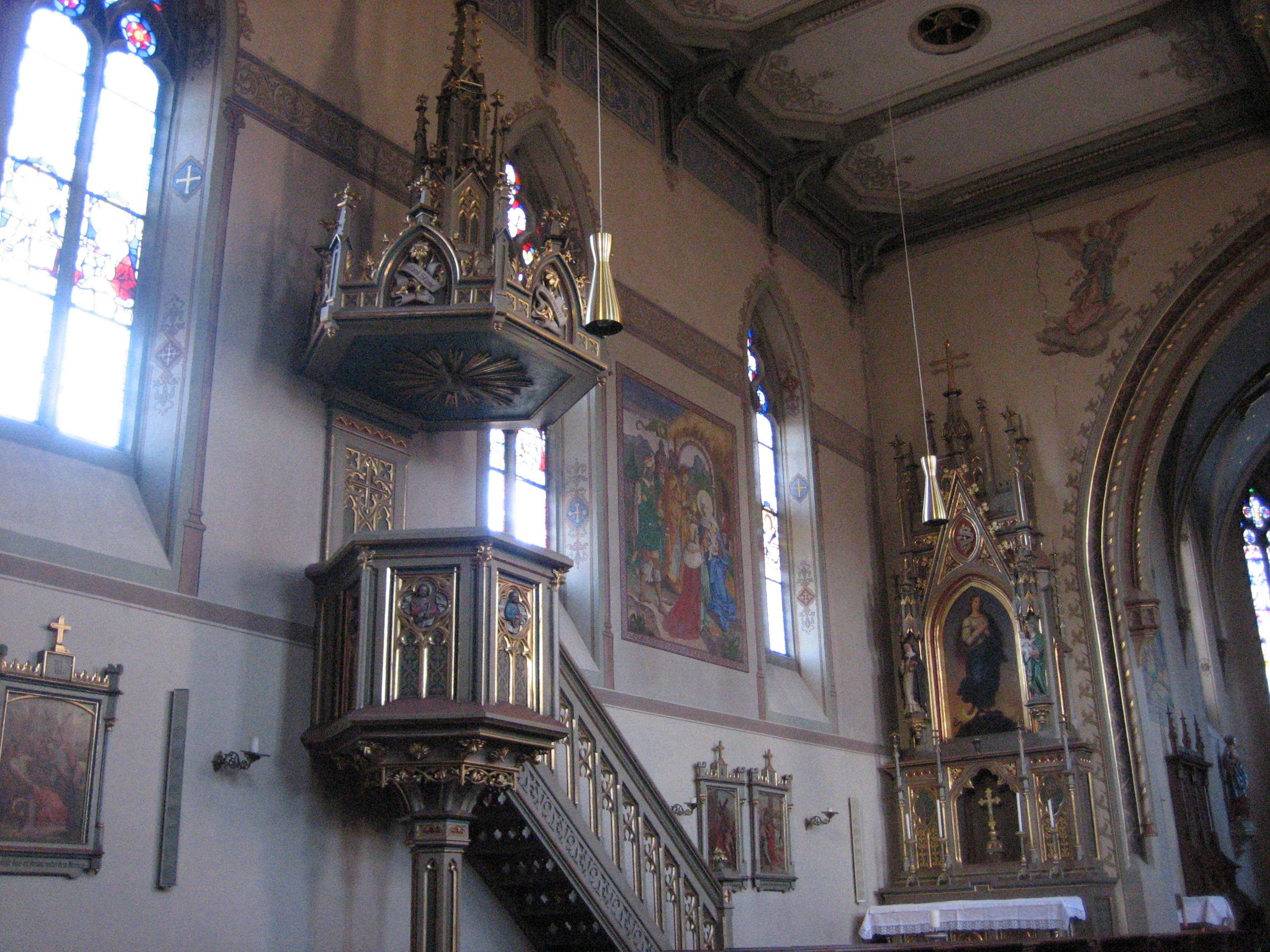
Kanzel

In der ersten urkundlichen Erwähnung im Jahre 1447 wurde durch Bischof Johannes von Augsburg ein Ablass der Pfarrkirche Zell bestätigt. Es kann jedoch davon ausgegangen werden, das bereits zur Zeit des Ottobeurer Abtes Isingrim eine Kirche in Zell bestanden hat. In der Zeit der reformatorischen Bilderstürme blieb auch Zell nicht verschont. 1531 sollte die gotische Pietà aus der Afra-Kapelle, welche sich einst am Hörpolzer-Weg befand, vernichtet werden. Die Pietà konnte der Zerstörung entgehen, weil diese im Kollegiatstift in Bad Grönenbach versteckt wurde. Im Rahmen einer Prozession wurde sie 1676 wieder in die Pfarrkirche nach Zell zurückgeholt.
Nach dem Tode Wolfgang von Pappenheim im Jahr 1558 unternahmen drei seiner Söhne, Philipp, Wolfgang und Christoph von Pappenheim, 1559 eine Pilgerfahrt nach Jerusalem. Philipp kehrte bereits in Venedig wieder um und lernte in der Schweiz den reformierten calvinistischen Glauben kennen. Philipp von Pappenheim trat dieser Glaubenslehre über und führte sie nach dem Grundsatz „cuius regio, eius religio“ in Grönenbach ein. Dies betraf ebenfalls Untertanen in Zell, in dessen Folge sie die Zahlung des „Zehnten“ verweigerten. Durch die Weigerung war die Pfarrei in Zell nicht mehr in der Lage einen eigenen Pfarrer zu ernähren. Somit wurde Zell in der Zeit von 1559 bis 1595 von den Stiftsherren aus Grönenbach seelsorgerisch versorgt.
Bereits vor 1658 setzte der Verfall der Kirche und deren Inneneinrichtung ein. Dies wird durch einen Visitationsbericht von 1658 bestätigt. Es dauerte noch knapp 100 Jahre, bis die Kirche 1750 renoviert wurde. Bereits 1841 bezeichnete der damalige Pfarrer, in einem Bericht an das königliche Amtsgericht, den Zustand der Kirche als einen der armseligsten in der Diözese. Daher wurde Johann Prestele mit der Restaurierung der Nebenaltäre, der Kanzel und des Taufsteins, sowie der Beicht- und Chorstühle und der Kirchendecke, die er 1844 ausführte, beauftragt. Die Altarblätter der Nebenaltäre mit den Motiven von Maria und Josef wurden 1850 von Johannes Kaspar gemalt. Durch den Einsturz der Kirche in Weißenhorn am 22. Februar 1859, welcher elf Menschenleben forderte, wurde die Zeller Kirche polizeilich geschlossen. Der sonntägliche Gottesdienst konnte fortan nur noch im Schuppen des Bauern Johannes Schindele abgehalten werden.
Im Jahr 1858 war Josef Bachschmied Pfarrer von Zell. Am 14. August dieses Jahres beauftragte die Kirchenverwaltung Herrn v. Kernried aus Memmingen, einen Entwurf für einen Neubau der Kirche auszuarbeiten. Sieben Jahre später, am 28. Oktober 1865, wurde die neue Kirche gesegnet. Ab diesem Zeitpunkt fand der Gottesdienst wieder in der Kirche selbst statt. Der Baubeginn der Kirche hatte sich jedoch, wegen langwieriger Verhandlungen über einen Zuschuss durch den Bayerischen Staat, um drei Jahre verzögert. Schlussendlich wurde ein Zuschuss über 60.000 Gulden genehmigt und Ambros Madlener mit dem Neubau beauftragt.
Von der Vorgängerkirche wurden die gesamte Inneneinrichtung sowie der Kirchturm übernommen. Die Weihe der neuen Pfarrkirche erfolgte am 16. September 1874 durch den Augsburger Bischof Pankratius von Dinkel. Pfarrer Friedrich Eisenmann ließ die Ausmalung der Kirche 1909 vervollständigen und einen Tabernakel in den Hochaltar einbauen. Während des Zweiten Weltkrieges, 1941, wurden die Glasmalereien der Kirchenfenster ausgeführt. 1949 übernahm Pfarrer Franz Seidl die Pfarrei, welcher die Kirche erneut in schlechtem Zustand (innen wie außen) angetroffen hat. Zunächst wurde die Orgel, welche nicht mehr reparabel war, 1958 ausgetauscht.
Die Hauptrenovierung der Kirche begann 1964 mit der Instandsetzung des Kirchturms (Kosten ca. 20.000 DM). Da ebenfalls der Pfarrhof in Zell dringend neu errichtet werden musste, wurde die Renovierung der Kirche unterbrochen. Ab 1973 wurde die Renovierung wiederaufgenommen, in diesem Jahr wurde ein Lüftungsgraben um die Kirche gezogen, um die Feuchtigkeit im Mauerwerk zu reduzieren. Im darauf folgenden Jahr wurde das Kirchendach neu eingedeckt und die Außenwände abgestrahlt und renoviert. Die Außenrenovierung konnte in diesem Jahr abgeschlossen werden (Kosten ca. 160.000 DM). Die Kircheninneneinrichtung, welche aus der Vorgängerkirche 1874 übernommen wurde, sowie die Malerarbeiten von 1909 wurden durch Josef Schugg aus Kimratshofen restauriert. Schlussendlich wurde 1978 noch eine neue Turmuhr eingebaut. Die Gesamtrenovierung konnte 1980 beendet werden und verursachte Gesamtkosten von etwa 280.000 DM.

## Baubeschreibung
Die Kirche besteht aus einem einschiffigen Langhaus. Im Langhaus befindet sich eine kassettierte Holzdecke. An das Langhaus schließt sich der eingezogene fünfseitig geschlossene Chor an. Im Chor befindet sich ein Netzrippengewölbe. Der Kirchturm befindet sich an der Nordseite des Chores. Der quadratische Kirchturm ist mit einem Spitzhelm gedeckt. Die Ecken des Kirchturms sind abgeschrägt. Die Sakristei befindet sich in einem Anbau am südlichen Chorwinkel. Der Zugang zur Kirche erfolgt durch eine spitzbogige Tür im Vorzeichen an der Südseite.

## Ausstattung
Der neugotische Hochaltar stammt von Franz Joseph Kaspar und wurde 1840 geschaffen. Das Altarbild aus der Zeit um 1850 von Johann Kaspar zeigt die Muttergottes mit den beiden Apostelfürsten Petrus und Paulus. Die Seitenaltäre wurden 1844 von Johann Georg Prestele gefertigt. Die Altarbilder der Seitenaltäre, ebenfalls von Johann Kaspar, zeigen links Maria und rechts den hl. Joseph.
Im Inneren der Pfarrkirche sind in sechs großen Wandbildern Motive aus dem Leben Christi dargestellt, und zwar Verkündigung des Herrn, Geburt Christi, Anbetung der Könige, Auferstehung Jesu Christi, Himmelfahrt und Geistsendung. Die Fresken auf der nördlichen Seite wurden 1909 von Joseph Maierle geschaffen, die Fresken der Südseite von Joseph Albrechtskirchinger. Die Kreuzigungsgruppe enthält Statuen aus den 1920er Jahren. Dargestellt sind die Heiligen Antonius, Notburga und Isidor. Die Barockstatue des heiligen Johannes des Täufers wird in die Zeit um 1750 datiert.
Auf zwei Steintafeln wird den Gefallenen des Deutsch-Französischen Krieges von 1870/71 und den Gefallenen des Ersten Weltkrieges von 1914 bis 1918 gedacht.

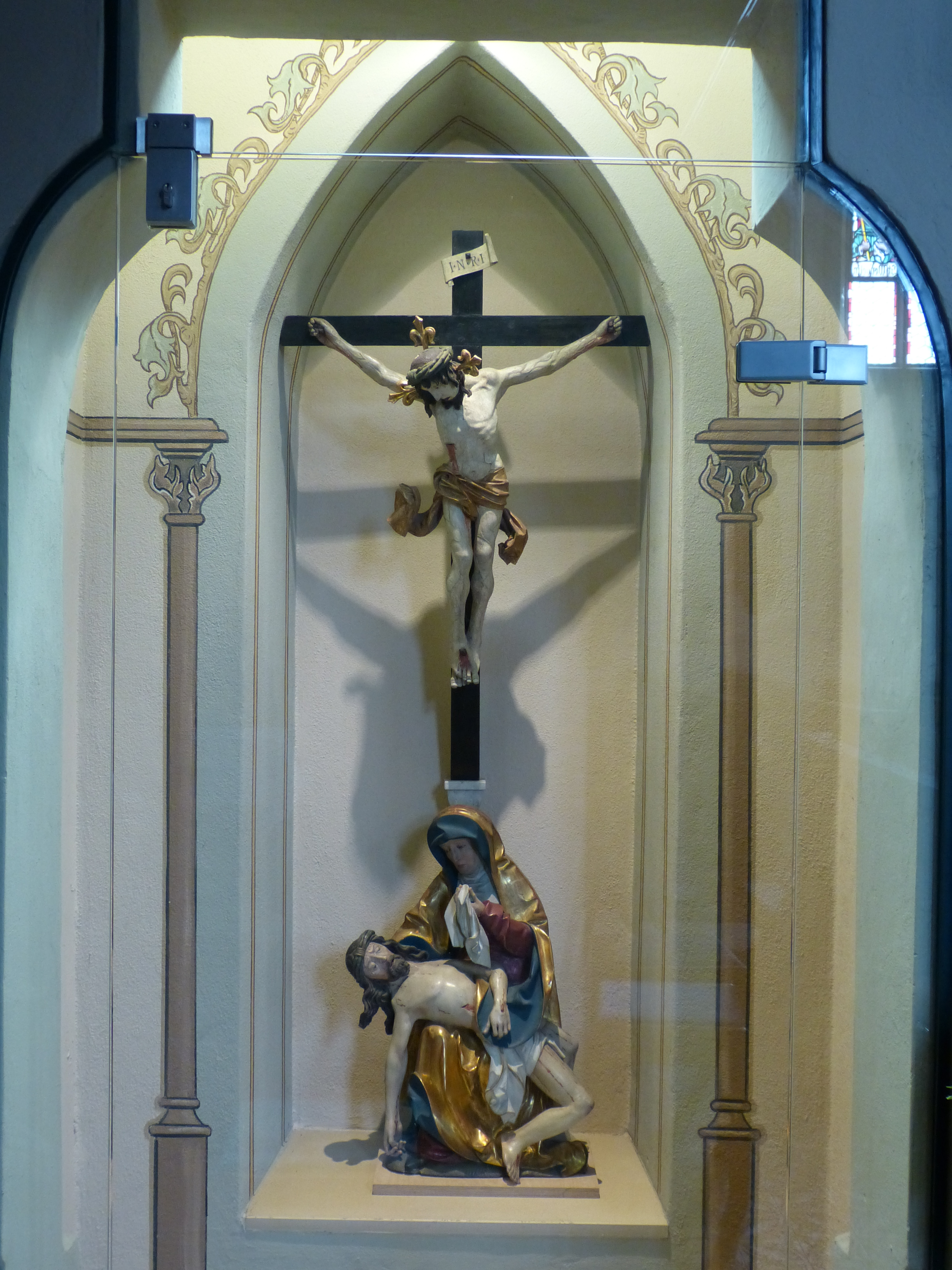
Kreuz, geschaffen von Ivo Strigel mit Pietà des 16. Jahrhunderts

Das in der Pfarrkirche aufgestellte Kreuz aus der Werkstatt Ivo Strigels war bereits bis zu ihrem Abriss im Jahre 1860 in der Pfarrkirche und wurde danach in den damaligen Pfarrhof übernommen. Seit 1949 befand sich das Kreuz in Memmingen, zuletzt in der Kirche Mariä Himmelfahrt und wurde später an die Pfarrkirche nach Zell zurückgegeben. Nach einer Restaurierung ist das Kreuz seit 2009 in der Kirche zu sehen. Die Pietà unter dem Kreuz stammt aus dem 16. Jahrhundert.

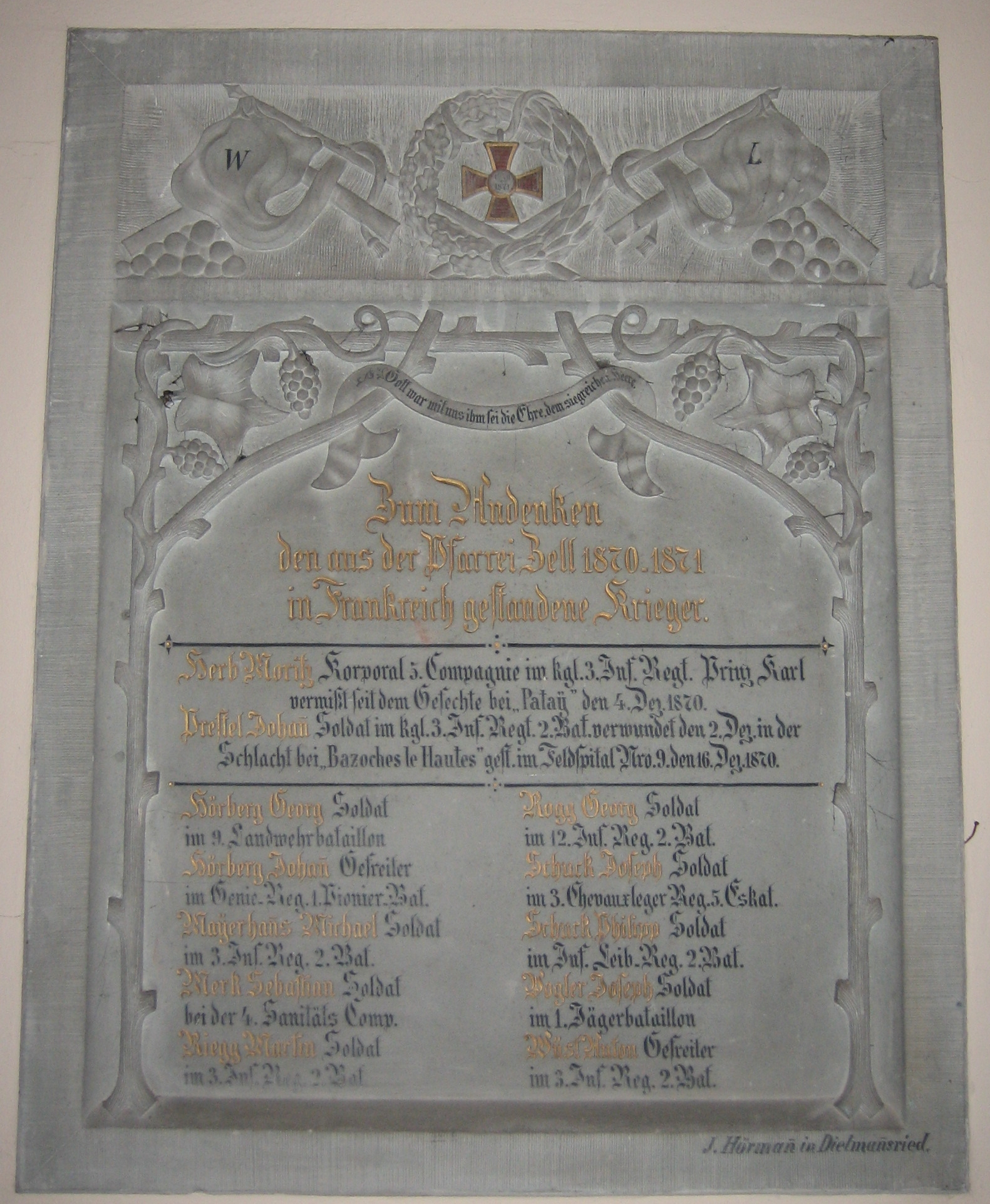
Gedenktafel 1870/1871
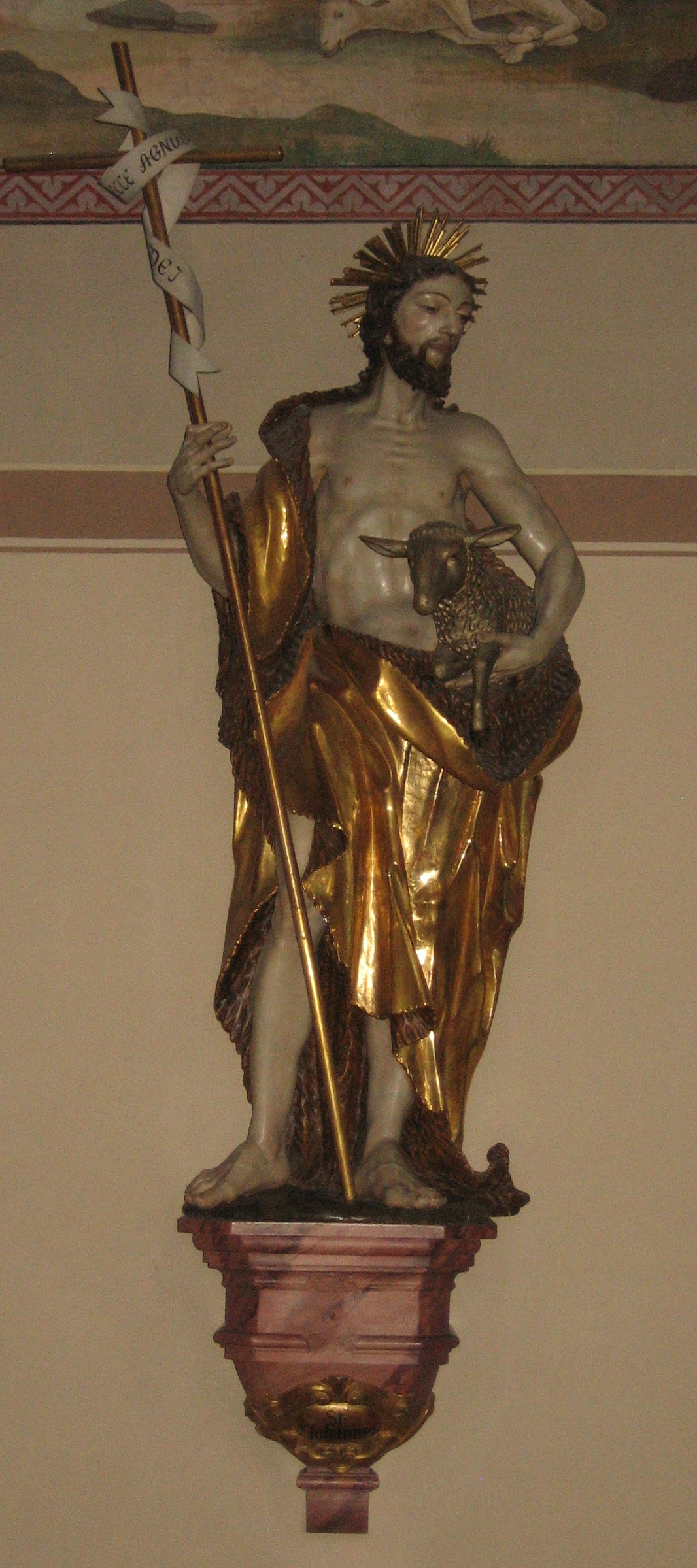
Johannes der Täufer, um 1750 „Ecce Agnus Dei – Seht das Lamm Gottes“
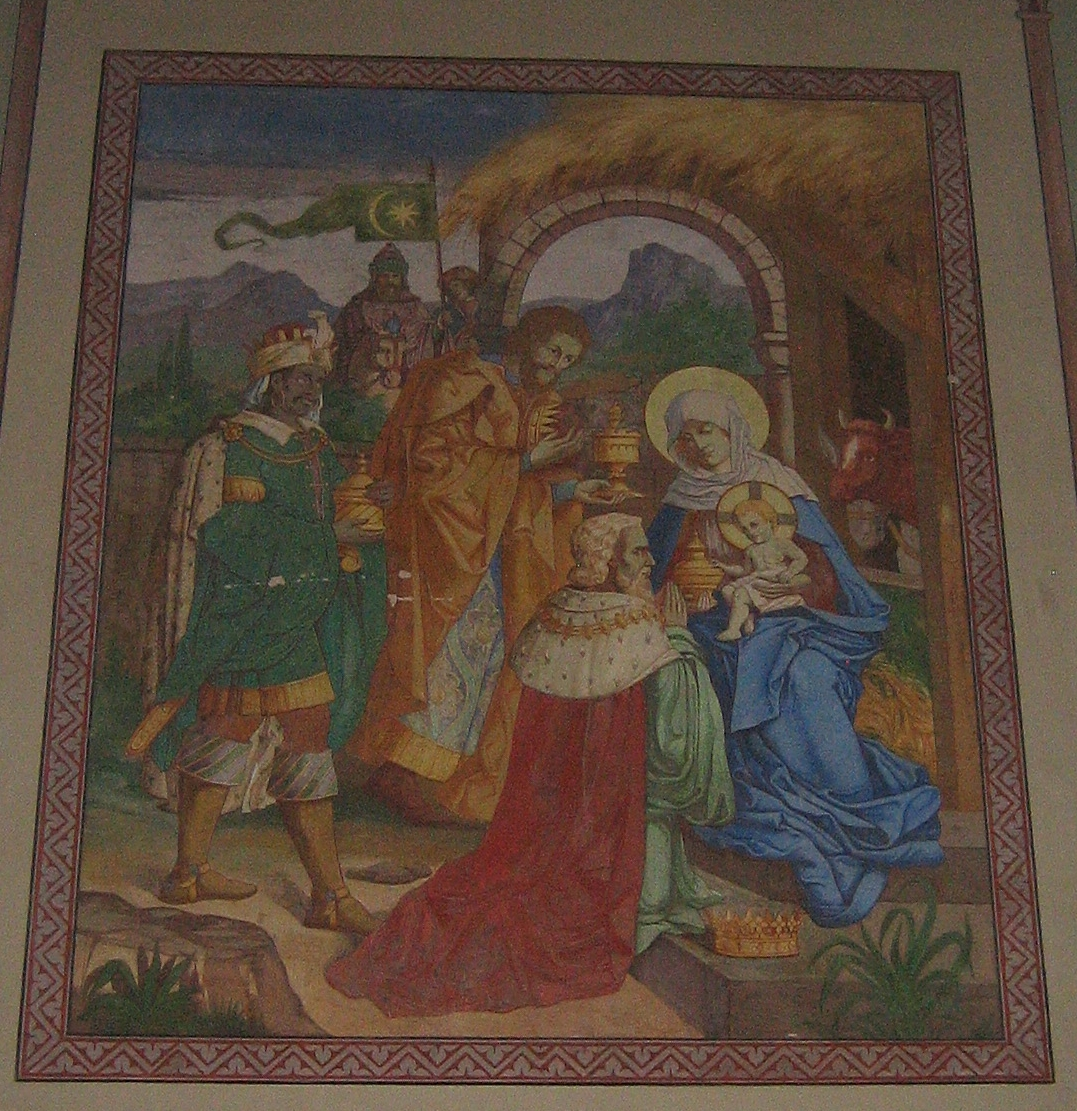
Anbetung der Könige

## Liste der Pfarrer von Zell
- 1496: Peter Bög
- 1502–1505: Georg Weishaber

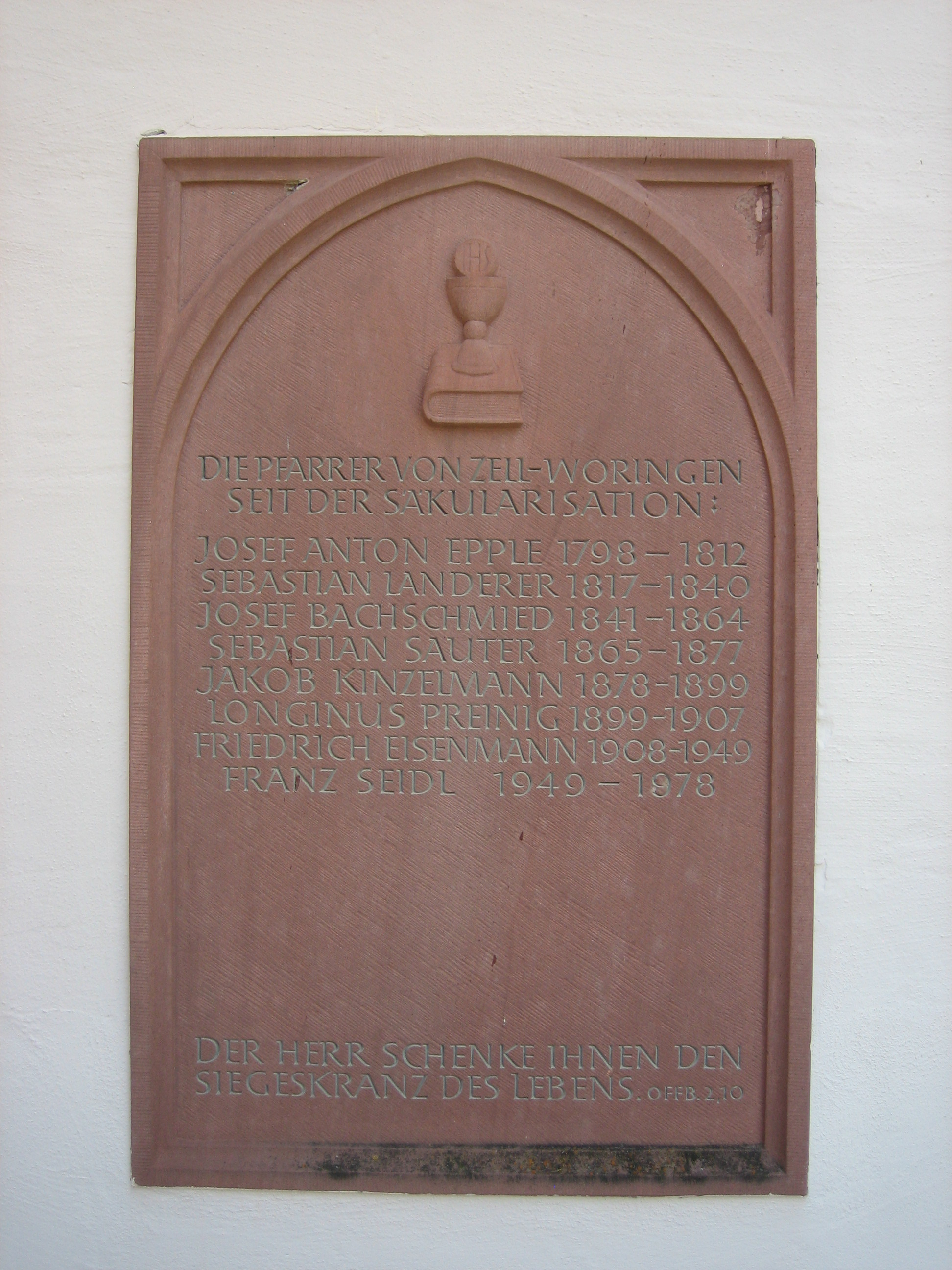
Gedenktafel an die Pfarrer von Zell-Woringen seit der Säkularisation

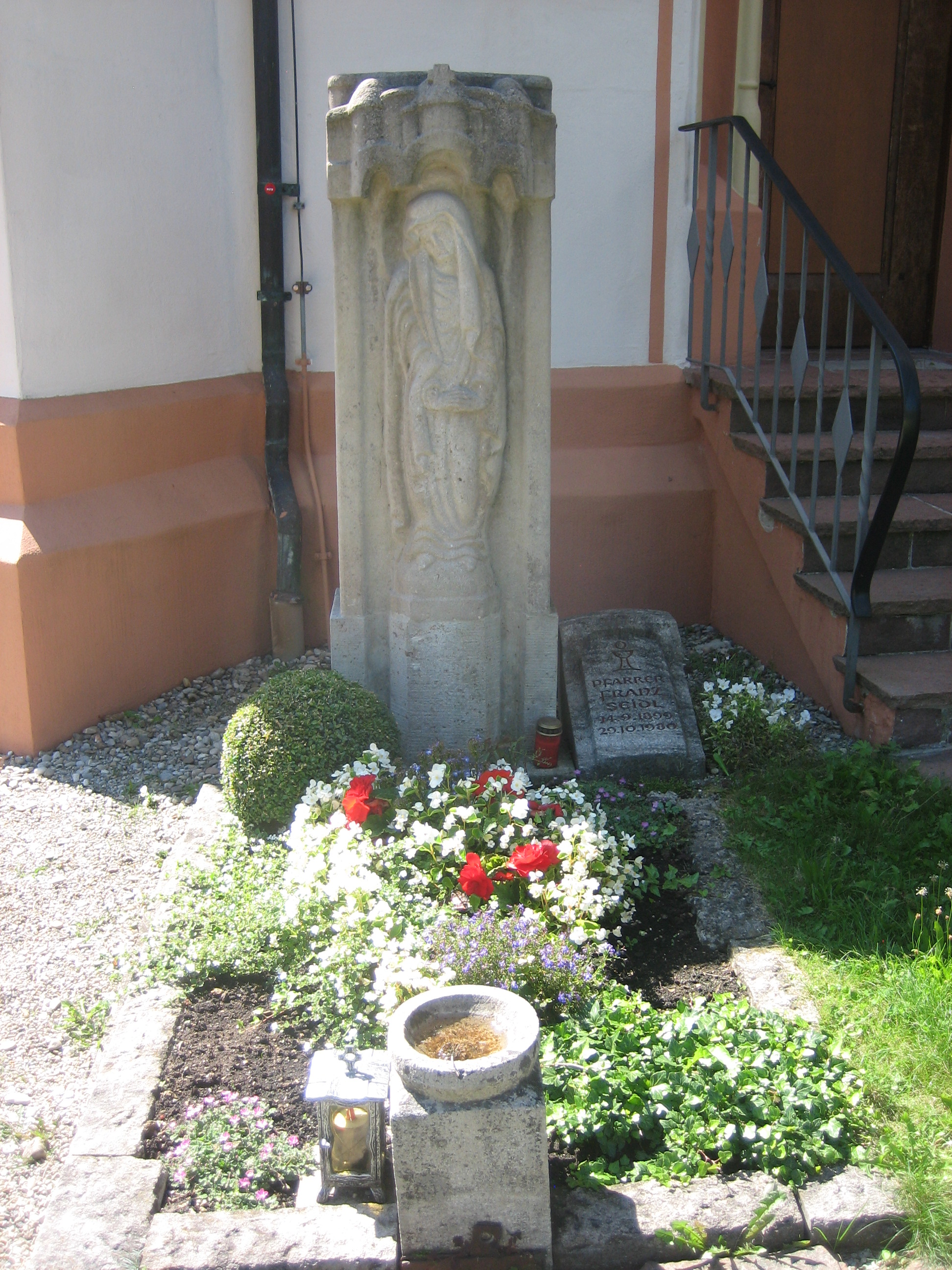
Grab von Pfarrer Franz Seidl

- 1513–?: Michael Rotenstein aus Memmingen
- ?–1515: Paulus Pfister
- 1515–1541:Georg Wiedemann
- ?–1559: Peter Kollmann
- 1559–1595: In dieser Zeit wird die Pfarrei Zell von den Chorherren des Kollegiats-Stifts in Grönenbach seelsorgerisch betreut, ohne dass einer vom Bischof dazu bestimmt war. Der damalige Stiftsdekan, Andreas Weiß, legte 1585 die Pfarrmatrikel an.
- 1614–1622: Johann Erhard Holzhai
- 1622–1633: Adam Anwander
- 1633–?: Michael Häberle
- 1656–1657: Johann Georg Küllin
- 1662–1664: Philipp Jakob Ettlinger
- 1664–1672: Magnus Franz Egg
- 1680–1681: Johannes Weller
- 1681–1682: Johannes Gottfried Mayr
- 1682–1682: Ignaz Xaver Thadäus Hochstetter
- 1682–1692: war kein für Zell beauftragter Pfarrer eingesetzt
- 1692–1694: Christoph Miller
- 1694–1702: Johann Michael Schmid
- 1703–1714: Franz David Mörsperger
- 1714–1731: Franz Josef Selzam
- 1731–1757: Bernhard Hörmann
- 1757–1781: Franz Xaver Kaltenhauser
- 1781–1795: Johann Georg Mayr
- 1795–1798: Leopold Zech
- 1798–1812: Josef Anton Epple
- 1817–1840: Sebastian Landerer
- 1841–1864: Josef Bachschmied
- 1865–1877: Sebastian Sauter
- 1878–1899: Jakob Kinzelmann
- 1899–1907: Longinus Preinig
- 1908–1949: Friedrich Eisenmann
- 1949–1978: Franz Seidl
- 1978–1978: Paul Finkenzeller, Pfarrvikar
- 1978–?: Stefan Ried
- ?–?: Rainer Remmele
- seit 2000: Klemens Geiger[3]

## Friedhof

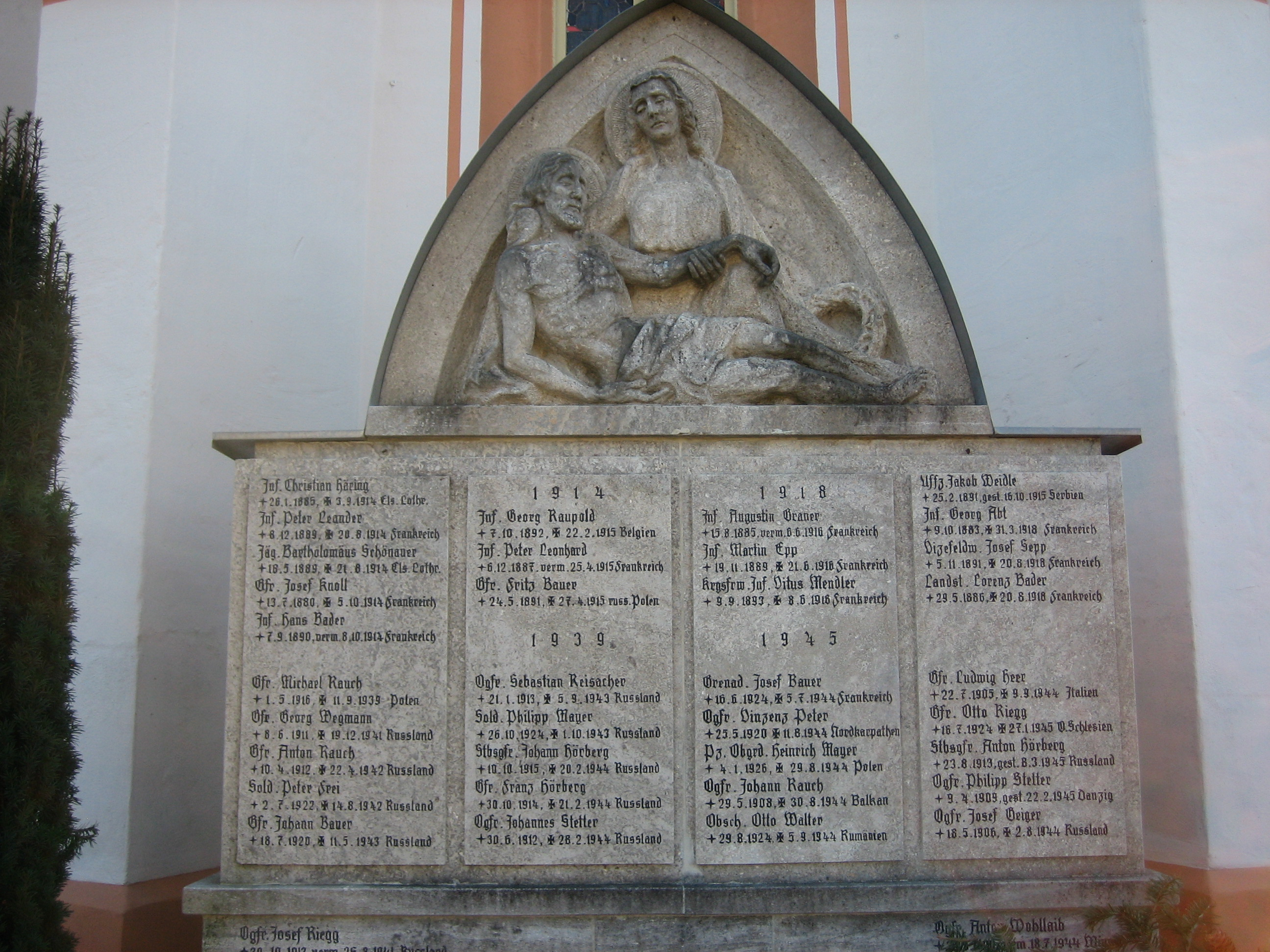
Krieger- und Soldatendenkmal auf dem Friedhof in Zell

Aufgrund des Übertritts eines Teils der Zeller Bürger zum reformierten (calvinistischen) Glauben wurde diesen 1657 ein separater Begräbnisplatz auf dem Zeller Friedhof zur Verfügung gestellt. Dieser eigene Begräbnisplatz wurde jedoch nicht akzeptiert und es fanden weiterhin Bestattungen zwischen den Gräbern der Katholiken statt. Als der am 10. Januar 1670 verstorbene reformierte Schreiner Hans Henkel, auf dem katholischen Teil des Friedhofs seine letzte Ruhe finden sollte, entbrannte ein Streit zwischen dem Dekan von Zell mit dem calvinischen Prädikanten von Grönenbach, da dieser keine Beerdigung nach reformiertem Ritus dulden wollte. Am 14. Januar 1670 wurde der Verstorbene dennoch in Zell beerdigt. Auf Protest des katholischen Dekans von Zell beim Fürststift Kempten, wurde dieser noch am Tag der Beerdigung, auf Anordnung des Fürstabt von Kempten Roman Giel von Gielsberg, wieder exhumiert und nach Herbishofen umgebettet.
Damit derartige Auseinandersetzungen in Zukunft vermieden werden sollten, stellte der Pfarr-Revisor 1717 an das Dekanat einen entsprechenden Antrag: Es möge den Reformierten von jetzt an gestattet sein, ihre Toten nach calvinischem Ritus zu bestatten, wenn das gleiche Entgegenkommen auch die Katholiken zu Theinselberg erfahren dürften. Die Gemeinde Theinselberg war ursprünglich ebenfalls im Besitz des Philipp von Pappenheim, somit mussten seine Bürger 1559 der Glaubenslehre des Calvinismus beitreten und stellten dort die Mehrheit. In Zell lebten 1770 sieben reformierte Familien.

## Mariengrotte

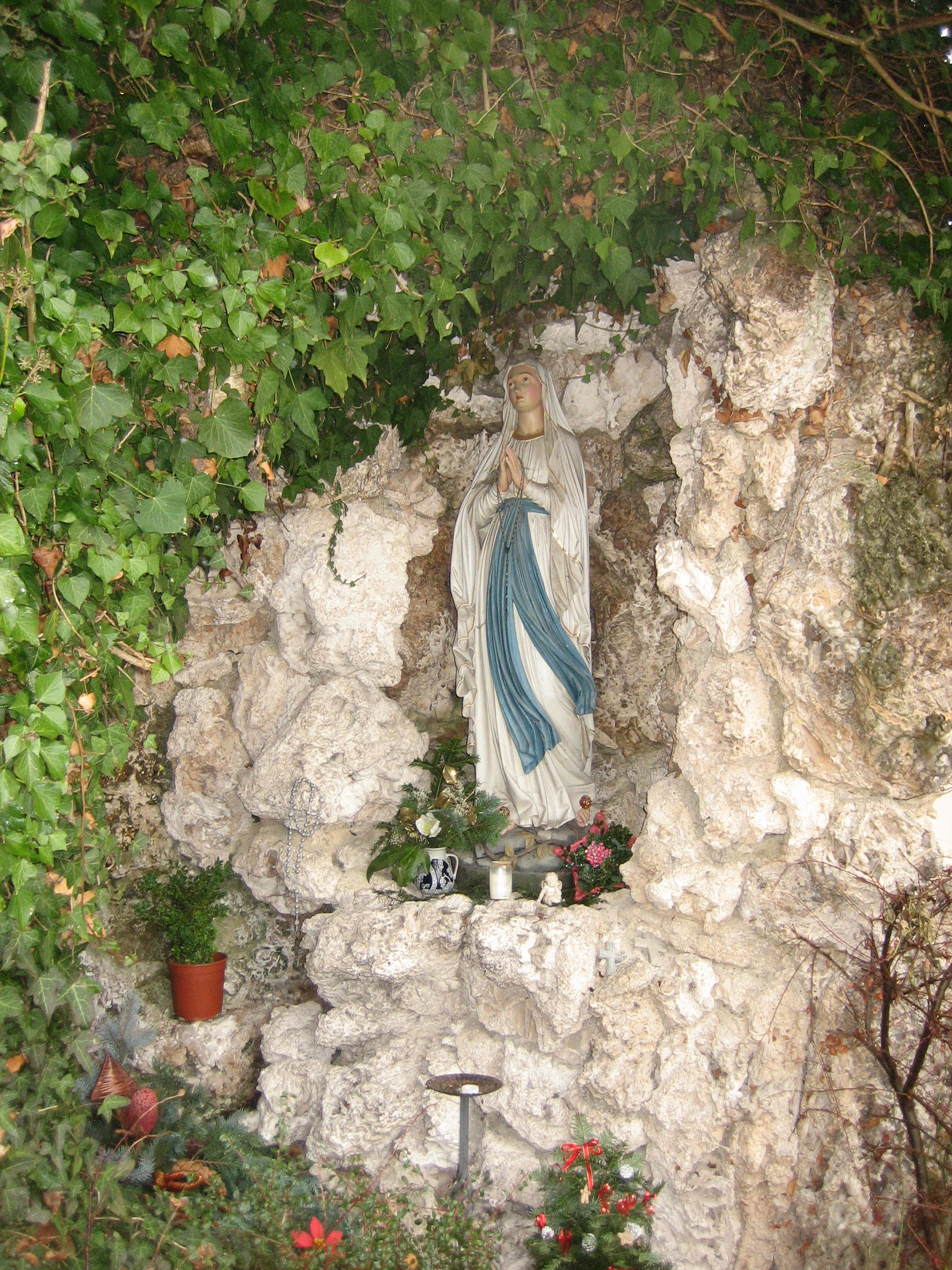
Mariengrotte auf dem Friedhof in Zell

Auf dem Friedhof nördlich der Kirche ist eine Mariengrotte errichtet. Ihren Ursprung hatte diese 1896, als Pfarrer Jakob Kinzelmann nach einer Lourdes-Wallfahrt diese im nördlichen Eingang der Kirche errichtet hatte. Bei der Renovierung der Kirche (bis 1980) wurde diese auf den Friedhof verlegt.

## Ende der katholischen Pfarrei Woringen (1805/1806)

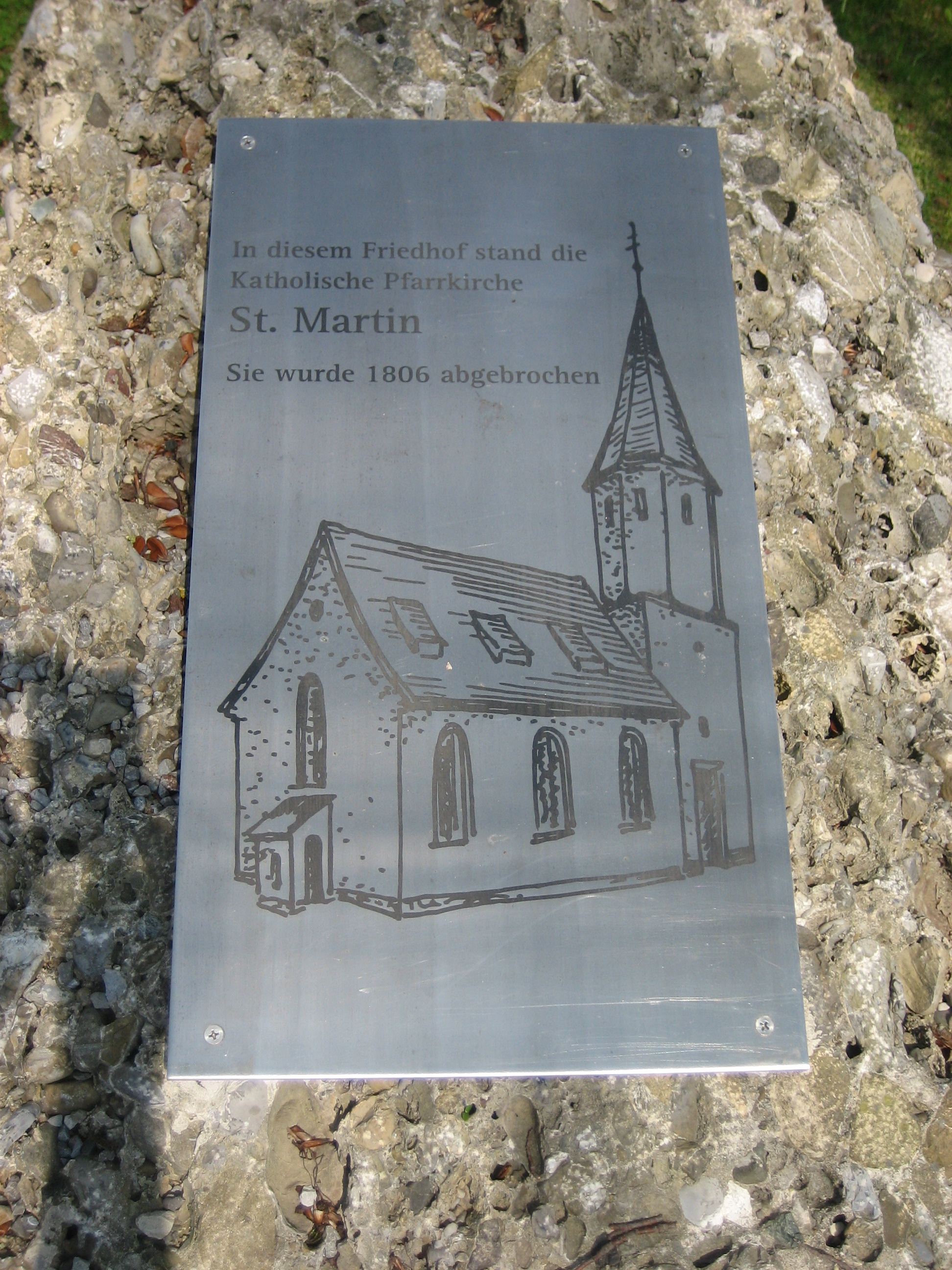
Infotafel der ehemaligen Kirche

Da es in Woringen nur noch eine sehr kleine Anzahl von Katholiken gab, wurde die Pfarrei Woringen der Pfarrei Zell angegliedert werden. Dies wurde am 29. Juli 1805 dem Ordinariat von der kurpfalzbayerischen Landesdirekten von Schwaben und Ulm mitgeteilt. Der Abbruch der katholischen Kirche in Woringen wurde, gegen den Widerstand des letzten Woringer Pfarrers Adalbert Scholl, auch durch den Pfarrer von Zell Josef Anton Epple vorangetrieben, da dieser das Baumaterial für die Neuerrichtung des Pfarrhofes in Zell benötigte.
Am 23. September 1805 sollte der Abbruch der Kirche beginnen. Zu diesem Zweck forderte der Landrichter den Woringer Pfarrer Adalbert Scholl auf, das Allerheiligste aus der Kirche zu entfernen, was dieser jedoch verweigerte und auf eine fehlende Erlaubnis des Ordinariates verweis. Der Streit eskalierte derart, das selbst Kurfürst Clemens Wenzeslaus von Sachsen zu dieser Sache Stellung nehmen musste. Schlussendlich wurde am 8. April 1806 das Allerheiligste aus dem Tabernakel in Woringen entfernt und mit dem Abbruch der Kirche begonnen.